# UFC 297
UFC 297: Strickland vs. Du Plessis fue un evento de artes marciales mixtas producido por Ultimate Fighting Championship que se llevó a cabo el 20 de enero de 2024 en el Scotiabank Arena, en Toronto, Ontario, Canadá.

## Antecedentes
El evento marcará la séptima visita de la promoción a Toronto y la primera desde UFC 231 en diciembre de 2018. Se espera que una pelea por el Campeonato Mundial de Peso Mediano de UFC entre el actual campeón Sean Strickland y el ex-campeón de peso wélter de KSW Dricus du Plessis encabece el evento.
Se espera que en el evento se lleve a cabo una pelea por el Campeonato Mundial Vacante de Peso Gallo Femenino de UFC entre la ex-retadora titular Raquel Pennington y Mayra Bueno Silva.El título quedó vacante cuando la ex-campeona Amanda Nunes anunció su retiro inmediatamente después de defender su título en UFC 289.
Estaba previsto que en este evento se llevara a cabo una pelea por el campeonato de peso pluma de UFC entre el actual campeón Alexander Volkanovski e Ilia Topuria Sin embargo, Volkanovski fue llamado a enfrentar a Islam Makhachev por el Campeonato de peso ligero de UFC en UFC 294 . Como resultado, esta pelea se retrasó un mes para encabezar UFC 298.
Se esperaba que en el evento se llevara a cabo una revancha de peso semipesado entre el ex campeón de peso semipesado de KSW y UFC Jan Błachowicz y Aleksandar Rakić . El par se enfrentó previamente en UFC on ESPN 36, donde Blachowicz ganó la pelea luego de que Rakić no pudiera continuar debido a una lesión en la rodilla. Sin embargo, Błachowicz se retiró debido a una lesión en el hombro y la pelea fue cancelada.
Una pelea de peso semipesado entre Dominick Reyes y Carlos Ulberg estaba programada para este evento. Sin embargo, a finales de diciembre de 2023, se anunció que la pelea había sido cancelada por una lesión de Ulberg. Fueron reprogramados para UFC Fight Night: Brady vs. Luque dos meses después.

## Resultados
1. ↑  Por el Campeonato Mundial de Peso Mediano de UFC.
2. ↑  Por el Campeonato Mundial Vacante de Peso Gallo Femenino de UFC.

## Bonificaciones
Los siguientes peleadores recibieron bonos de $50.000.
- Pelea de la Noche: Dricus du Plessis vs. Sean Strickland
- Actuación de la Noche: Gillian Robertson y Jasmine Jasudavicius